# Rewa (tỉnh)
Rewa là một trong 16 tỉnh của Fiji. Diện tích của tỉnh là 272 km² và là tỉnh nhỏ nhất nước, tỉnh bao gồm thủ đô Suva (nhưng không bao gồm hầu hết cá khu ngoại ô của thành phố. Tỉnh được chia thành hai phần - một gồm vùng đất cảng của Suva ở phía tây và một khu vực không tiếp giáp ở phía đông, cách biệt phần còn lại của Rewa qua tỉnh Naitasiri. Tỉnh có dân số là 100.787 theo thống kê năm 2007 và là tỉnh đông dân thứ ba cả nước.
Vì cả hai lý do chính trị và truyền thống, Rewa là một tỉnh có ảnh hưởng lớn. Tỉnh không chỉ có thủ đô của đất nước. mà còn là trung tâm của Liên minh Burebasaga, một trong ba hệ thống cấp bậc tù trưởng truyền thống của đất nước. Tỉnh bao gồm 9 tikina (hay quận)là:
1. Rewa
2. Noco
3. Dreketi
4. Burebasaga
5. Toga
6. Vutia
7. Suva
8. Raviravi
9. Sawau